# مامادو ديالو
مامادو ديالو Mamadou Diallo، من مواليد 17 ابريل 1982 في باماكو في مالي، لاعب كرة قدم مالي.
بدأ مسيرته الكروية مع نادي مركز ساليف كيتا في عام 2001، ولعب معهم حتى عام 2003، وفي موسم 2003/2004 انتقل إلى نادي إتحاد الجزائر الجزائري، وشارك معهم في 21 مباراة وسجل 6 أهداف، وفي عام 2005 انتقل إلى نادي نانت الفرنسي، ولعب معهم حتى عام 2007، وشارك معهم في 85 مباراة وسجل 18 هدف، ومنذ عام 2007 وهو يلعب مع نادي قطر القطري.
هو يلعب مع منتخب مالي لكرة القدم منذ عام 2001.

## روابط خارجية
- مامادو ديالو على موقع الاتحاد الدولي (مؤرشف)  (الإنجليزية)
- مامادو ديالو على موقع قاعدة بيانات كرة القدم.إي يو (الإنجليزية)
- مامادو ديالو على موقع بيانات كرة القدم. دي إي (الألمانية)
- مامادو ديالو على موقع ليكيب (الفرنسية)
- مامادو ديالو على موقع ناشيونال فوتبول تيمز (الإنجليزية)
- مامادو ديالو على موقع Soccerway.com (الإنجليزية)
- مامادو ديالو على موقع عالم كرة القدم.نت (الإنجليزية)
- مامادو ديالو على موقع أوليمبيديا (الإنجليزية)
- مامادو ديالو على موقع GSA (الإنجليزية)